# 10 Vulpeculae
10 Vulpeculae, som är stjärnans Flamsteed-beteckning, är en dubbelstjärna belägen i den mellersta delen av stjärnbilden, Räven. Den har en skenbar magnitud på ca 5,50 och är svagt synlig för blotta ögat där ljusföroreningar ej förekommer. Baserat på parallaxmätning inom Hipparcosuppdraget på ca 9,8 mas, beräknas den befinna sig på ett avstånd på ca 330 ljusår (ca 102 parsek) från solen. Den rör sig närmare solen med en heliocentrisk radialhastighet av ca -10 km/s.

## Egenskaper
Primärstjärnan 10 Vulpeculae A är en gul till vit jättestjärna av spektralklass G8 III, som har förbrukat förrådet av väte i dess kärna och utvecklats bort från huvudserien. Den har en massa som är ca 2,4 solmassor, en radie som är ca 13 solradier och utsänder ca 72 gånger mera energi än solen från dess fotosfär vid en effektiv temperatur på ca 5 000 K.
10 Vulpeculae är en astrometrisk dubbelstjärna och en källa till röntgenstrålning.